# Gregorio García (fraile)
Gregorio García (Cózar, entre 1556 y 1561-Baeza, 1627) fue cronista y misionero dominico español en América.

## Biografía
Gregorío García nació en Cózar entre 1556 y 1561. Ingresó en la Orden de Predicadores de Andalucía. Estuvo 12 años como misionero en las colonias americanas, tres en Nueva España y nueve en el virreinato del Perú, en concreto en la región ecuatoriana de los Palcas. Posteriormente regresó a España donde escribió sus crónicas sobre las Indias. Murió en 1627 en Baeza.

## Obras
- Origen de los indios de el Nuevo Mundo e Indias Occidentales (Valencia, 1607).[3][4]
- Predicación del Santo Evangelio en el Nuevo Mundo, viviendo los apóstoles (Baeza, 1625).[1][5]
- Monarquía de los indios del Perú.[1]